# 布庫夫卡湖
50°42′47″N 15°56′46″E / 50.71306°N 15.94611°E

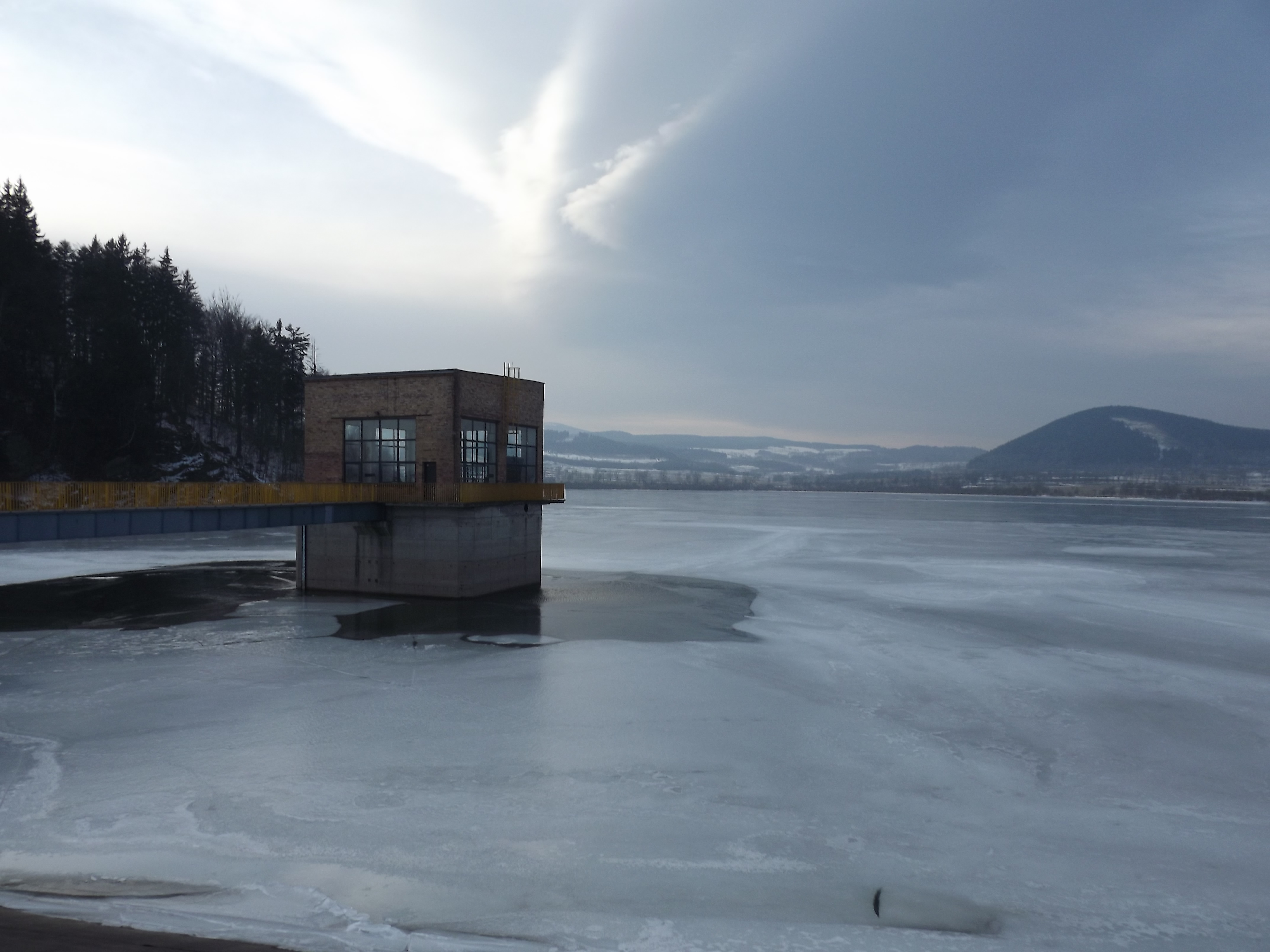

布庫夫卡湖是波蘭的水庫，位於該國西南部下西里西亞省卡緬納古拉縣，處於布布爾河，落成於1989年，面積2平方公里，蓄水量1,690萬立方米。